# Únik (Asimov)
Únik (anglicky „Escape!“ nebo „Paradoxical Escape“) je vědeckofantastická povídka spisovatele Isaaca Asimova, která vyšla poprvé v srpnu 1945 v časopise Astounding Science Fiction pod názvem „Paradoxical Escape“ (zásah vydavatele do názvu povídky). Byla následně zařazena do sbírek I, Robot (1950) a The Complete Robot (1982) po původním autorovým názvem „Escape!“. Česky vyšla ve sbírkách Já, robot (Triton, 2004) a Robohistorie II. (Triton, 2004).
Příběh pojednává o problémech spjatých s výstavbou první rakety schopné cesty hyperprostorem. Téma cestování hyperprostorem se běžně objevuje v pozdější Asimovově próze.

## Postavy
- Susan Calvinová – robopsycholožka firmy Americká korporace robotů a mechanických lidí (AKRaML)
- Peter Bogert – hlavních matematik a úřadující ředitel výzkumu AKRaML
- Alfred Lanning – čestný ředitel výzkumu AKRaML
- Gregory Powell – zkušební technik AKRaML
- Michael Donovan – zkušební technik AKRaML
- Robertson – předseda správní rady AKRaML
- Abe Levver – generální ředitel AKRaML
- Mozek – pozitronický superpočítač AKRaML

## Děj
Vyspělé technologické společnosti pracují na vývoji hyperprostorového pohonu. Na schůzce společnosti AKRaML se projednává návrh největšího konkurenta – firmy První meziamerické. Ta usiluje o spolupráci s AKRaML, dodala veškeré teoretické podklady pro konstrukci takového pohonu, protože jejich vlastní (nepozitronický) superpočítač se při složitých výpočtech zhroutil. Vedení AKRaML zkoumá, zda takový úkol nebude příliš složitý i pro jejich vlastní (pozitronický) superpočítač zvaný Mozek.
Dr. Susan Calvinová bere odpovědnost za správné zadání dat do Mozku na sebe a superpočítač dle toho zkonstruuje za pomoci robotů letuschopnou raketu. Pro její otestování jsou vybráni zkušební technici Powell a Donovan. Když si prohlížejí kosmickou loď zevnitř, Mozek (jenž ji ovládá) dá povel ke startu. Oba muži si uvědomí, že se nemohou vrátit, protože v raketě nejsou žádné ovládací prvky. Jsou zcela vydáni na milost superpočítači. Ten se začíná záhadně chovat, jak zjišťuje dr. Calvinová. Jakoby získával smysl pro humor.
Raketa provede úspěšně dva skoky hyperprostorem, přičemž oba technici na palubě mají velmi podivný, téměř halucinační pocit smrti. Poté se s nimi bezpečně vrátí na Hyperzákladnu. Dr. Calvinová mezitím odhalila, co se s Mozkem stalo: každý hyperprostorový skok znamená pro posádku konec existence na kratičký okamžik (paralela smrti), což je obrovská zátěž pro pozitronový Mozek vybavený třemi zákony robotiky (připustit smrt člověka je v rozporu s prvním nejdůležitějším zákonem robotiky). To jej vedlo k iracionálnímu (takřka infantilnímu) chování jako vlastní obraně a prostředku pro zajištění přežití lidské posádky rakety.